# Аравіна Анастасія Олександрівна
Анастасія Олександрівна Аравіна (рос. Анастасия Александровна Аравина; нар. 19 січня 1983, Москва) — російська актриса театру і кіно.

## Біографія
Народився 19 січня 1983 року в Москві.
Закінчивши школу, вона вступила в Російську Академію Театрального Мистецтва, де осягала акторське ремесло в майстерні відомого актора Олександра Збруєва. Перший досвід серйозних зйомок актриса отримала в 2001 році, будучи ще студенткою інституту. Вона дебютувала в ролі Зіни в телесеріалі «Московські вікна». Потім Анастасія Аравіна з'явилася в епізодичній ролі медсестри в «Марші Турецького». У 2003 році актриса отримала одну з головних ролей у серіалі про життя простих москвичів у 70-ті роки «Найкраще місто Землі», режисером якого виступив батько Насті Олександр Аравін.
По закінченні інституту в 2004 році актриса продовжила зніматися на телебаченні. У тому ж році вона знову з'явилася в серіалі режисера Олександра Аравіна. Цього разу це була шпигунська драма «Червона капела» за участю таких відомих акторів, як Олексій Горбунов, Дмитро Назаров і Андрій Ільїн. У 2005 році Анастасія з'явилася в епізоді четвертого сезону детективу «Каменська», а на наступний рік дебютувала у великому кіно, зігравши в мелодрамі «Нанкинский пейзаж». У тому ж 2006 році актриса виконала роль Агнії в телевізійній історичній драмі «Завтрашні турботи», що оповідає про подвиг російських моряків у 1955 році, перегнати риболовецький флот на Камчатку. Незабаром Анастасія Аравіна з'явилася в епізоді серіалу «Сваха», а в 2008 році зіграла Аню Капіціну, коханку Власова, в багатосерійної детективної мелодрамі Олександра Аравіна «Якщо нам доля» з Олександром Домогаровим у головній ролі. Після актриса з'явилася в декількох серіалах, таких як «Заповіт ночі», детектив «Трюкачи», «Черговий янгол» і «Нове життя сищика Гурова. Продовження».
У 2010 році Анастасія Аравіна отримала головну роль у пригодницькому серіалі на шпигунську тематику «Остання зустріч», після чого з'явилася в багатосерійної кримінальної драмі «Серце матері».
Батько Анастасії: Аравін Олександр Львович — режисер («Червона капела», «Поцілунки пропащих янголів», «Якщо нам доля»).

## Фільмографія
Фільмографія Анастасія Аравіна
- 2012 «Країна 03» — Оксана дівчина Бурого
- 2012 «Черговий янгол-2» — Лена
- 2011 «Піраньї» (не був завершений) — Лена
- 2011 «Команда вісім» — Ліза Мякутіна лейтенант
- 2011 «Звіробій-3» — дружина Куманецкий
- 2010 «Серце матері» — Саша наглядачка
- 2010 «Остання зустріч» — Катя Яніна (головна роль)
- 2010 «Нове життя сищика Гурова.» Продовження — Ліка
- 2010 «Безкоштовних тістечок не буває» Фільм № 3
- 2010 «Черговий янгол» — Ліза
- 2008 «Трюкачи» — Марія
- 2008 «Заповіт ночі» (Росія, Україна) — офіціантка
- 2008 «Якщо нам доля» — Аня Капіцин актриса, коханка Власова
- 2007 «Сваха» — Саша
- 2007 «Маскарад»
- 2006 «Нанкинский пейзаж» — Дама в автомобілі
- 2006 «Завтрашні турботи» — Агнія
- 2005 «Каменська-4» — Даша
- 2005 «Особиста справа» фільм 1
- 2004 «Червона капела» Sarkanā Kapela (Латвія, Росія) — Жульєт (головна роль)
- 2003 «Найкраще місто Землі» — Зіна Терехова (головна роль)
- 2002 «Марш Турецького» (3 сезон) — медсестра
- 2002 «Кінець фільму» фільм 2
- 2001 «Московські вікна» — Зіна